# Chorus (canción de Erasure)
«Chorus» es el decimoquinto disco sencillo publicado del grupo inglés de música electrónica Erasure, lanzado en 1991.
Este sencillo es una canción compuesta por Vince Clarke y Andy Bell

## Descripción
«Chorus» fue el primer sencillo adelanto y dio su nombre al álbum Chorus.

Este sencillo llegó al puesto número 3 en el ranking británico, al número 17 en Alemania y al 83 en los Estados Unidos.

## Lista de temas
| CD Sencillo (CDMUTE125) / (INT 826.962) 1. «Chorus» 4:30 2. «Chorus» (Transdental Trance Mix) 5:15 3. «Snappy» 5:17 4. «Over The Rainbow» 3:27 CD Sencillo (Sire 40123-2) 1. «Chorus» (Sencillo Mix) 4:30 2. «Chorus» (Pure Trance Mix) 5:13 3. «Snappy» (12″ Remix) 5:34 4. «Chorus» (Agressive Trance Mix) 8:49 5. «Chorus» (Transdental Trance Mix) 4:58 6. «Snappy» (The Spice Has Risen Mix) 5:14 7. «Over The Rainbow» 3:27 12″ Vinilo (12MUTE125) / (INT 126.962) 1. «Chorus» (Pure Trance Mix) 5:13 2. «Chorus» 4:30 3. «Snappy» (The Spice Has Risen Mix) 5:14 4. «Chorus» (Transdental Trance Mix) 4:58 | 12″ Vinilo (Sire 40123-0) 1. «Chorus» (Pure Trance Mix) 5:13 2. «Chorus» (Transdental Trance Mix) 4:58 3. «Snappy» (12″ Remix) 5:34 4. «Chorus» (Agressive Trance Mix) 8:49 5. «Snappy» (The Spice Has Risen Mix) 5:14 7″ Vinilo (MUTE125) / (INT 111.891) 1. «Chorus» 4:27 2. «Over The Rainbow» 3:27 Casete (CMUTE125) 1. «Chorus» 4:27 2. «Over The Rainbow» 3:27 Casete (Sire 40123-4) 1. «Chorus» (Pure Trance Mix) 5:13 2. «Chorus» (Transdental Trance Mix) 4:58 3. «Snappy» (12″ Remix) 5:34 4. «Chorus» (Agressive Trance Mix) 8:49 5. «Snappy» (The Spice Has Risen Mix) 5:14 |

## Créditos
Snappy y Over The Rainbow son los lados B de este sencillo, escritos por (Clarke/Bell). 

## Datos adicionales
Chorus hace referencia a los desastres ecológicos que podría provocar la Guerra del Golfo.

Over The Rainbow tiene el mismo nombre que el clásico tema Over the rainbow de El mago de Oz, que también fue interpretado por la banda en diversas ocasiones. Pese a esto, ambos temas no guardan relación.